# Moixiganga d'Olesa
La Moixiganga d'Olesa és una dansa que recrea escenes de la Passió de Crist i que està sonoritzada amb fragments de la música de la Passió d'Olesa.
La Moixiganga d'Olesa és la representació amb quadres plàstics de la Passió i mort de Crist, basada en l'espectacle que cada any es fa al teatre La Passió d'Olesa de Montserrat. La música dels quadres correspon a la mateixa de la Passió i el seu autor és J. Ma. Roma. La instrumentació per cobla és d'en Jordi Núñez. La coreografia actual és obra d'un grup de persones de l'Esbart Olesà i és una recuperació d'una primera versió, a l'origen de la qual no s'hi ha pogut accedir.